# Karipska Nizozemska
Karipska Nizozemska (eng. Caribbean Netherlands, niz. Caribisch Nederland, izgovor: kaːˌribis ˈneːdərlɑnt) su tri posebne općine (niz.  bijzondere gemeenten) Nizozemske smještene u Karipskom moru. Prekomorska su regija Kraljevine Nizozemske.
Čine ju otoci Bonaire, Sveti Eustahije i Saba, iako se izraz "Karipska Nizozemska" ponekad rabi za sve otoke u Nizozemskim Karibima. U zakonodavstvu, ova su tri otočna teritorija također znana kao "otoci BES" (akronim od njihovim imena). Govori se o otočnim teritorijima, jer svaki uz glavni otok ima i nekoliko manjih otočića.
Bonaire (uključujući i otočić Mali Bonaire) jedan je od Privjetrinskih Antila ( Benedenwindse Eilanden)) i nalaze se blizu obale Venezuele. Sveti Eustahije i Saba su u glavnoj skupini Malih Antila i nalaze se južno od Svetog Martina i sjeverozapadno od Svetog Kristofora i Nevisa.
Otočni teritoriji su svrstani u Nizozemskoj kao javna tijela ( openbare lichamen), a ne kao općine (gemeenten) i kao prekomorske zemlje i teritoriji Europske unije; stoga se zakoni Europske unije ne primjenjuju automatski. Za razliku od običnih općina, nisu dijelom neke provincije u Nizozemskoj te moć koju po pravilu imaju provincijska vijeća unutar općina podijeljena su između otočkih vlada i središnje vlade putem Nacionalnog ureda za Karipsku Nizozemsku (Rijksdienst Caribisch Nederland). Zbog ovoga ih se zove posebnim općinama.
Glavno tijelo demokracije na ovim otocima je Otočko vijeće (eilandsraad).
U glavno tijelo Nizozemske inkorporirani su 10. listopada 2010. Raspuštanjem Nizozemskih Antila. Površine su 328 km četvornih. Najviša točka je na 887 metara nadmorske visine na Sceneryju (Mount Scenery). Službeni jezik je nizozemski, a regionalno su priznati engleski na Sabi i Sv. Eustahiju te papiamentu na Bonaireu. Vremenska zona je UTC-4, to jest Atlantsko standardno vrijeme. Pozivni broj je +599. Kodovi ISO 3166 su BQ, NL-BQ1, NL-BQ2, NL-BQ3. Internetske vršne domene su .nl i .bq
Za brojne nizozemske zakone postoji posebna inačica za Karipsku Nizozemsku. Primjerice socijalno osiguranje nije na istoj razini kao u europskoj Nizozemskoj.
Klima na ovom teritoriju je tropska. Cijele je godine toplo. Privjetrinski otoci su topliji i suhiji od Zavjetrinskih otoka. Ljeti su Zavjetrinski otoci izloženi uraganima.
Do 1. siječnja 2011. tri otočna teritorija služila su se nizozemskoantilskim guldenom. Svi troje su prešli na američki dolar, a ne na euro, koji je u uporabi u europskoj Nizozemskoj ili na karipski gulden koji su usvojila druga dva antilska otoka Curaçao i Sveti Martin).